# Una signora dell'Ovest
Una signora dell'Ovest è un film del 1942 diretto da Carl Koch, tratto dal romanzo La Dame de l'Ouest di Pierre Benoît.
Questo film è considerato il primo western all'italiana.

## Trama
Un'attrice del varietà, Arianna, insieme al compagno Diego, si mette in viaggio verso l'Ovest, in cerca di nuove possibilità di lavoro, i due si uniscono ad una carovana, organizzata e capitanata da un ricco mandriano William.
Il capo carovana conduce Arianna e Diego, da un vecchio proprietario terriero, Butler, che concede loro lo sfruttamento di una vecchia miniera abbandonata, ma poi si rivela essere un torbido individuo che fa uccidere Diego, cercando poi di far ricadere i sospetti sul mandriano William.
Arianna cede alle lusinghe di Butler, non sospettando che sia lui il mandante dell'assassinio di Diego, soltanto anni dopo, appresa la drammatica verità si reca invano da William che nel frattempo si è sposato, lasciando Arianna nella sua solitudine.

## Produzione
Il film venne prodotto nell'autunno del 1941; gli interni furono girati negli stabilimenti romani della Scalera mentre gli esterni furono realizzati nel Basso Lazio.
Il suo titolo provvisorio durante la lavorazione era Carovane.

## Distribuzione
La pellicola venne distribuita nelle sale cinematografiche italiane il 9 febbraio del 1942.

## Critica
Guglielmina Setti su Il Lavoro del 10 febbraio 1942: «[...] È un film fatto con cura, che per noi ha il grave difetto di essere ambientato in un mondo troppo lontano e straniero; quando i nostri produttori si cacciano in paesi e costumi esotici, cascano facilmente nel melodrammatico, e tanto più il pericolo di cascarvi era forte per questo film che coi suoi uomini in stivali, cappellacci e camicie a quadri, ricorda un'altra famosa signora dell'Ovest, anzi una signorina, la "fanciulla" di pucciniana memoria. Isa Pola è la "Signora": elegante, malinconica, misteriosa, essa ha l'aria di seguire la pericolosa china che da qualche tempo sembra preferita dalle nostre attrici, quella che va verso una specie di immobilità statuaria [...]».
Giuseppe De Santis, nelle pagine di Cinema del 25 febbraio (1942): «È mancato al regista il coraggio di ambientare il film tra i butteri della Maremma, e di trasferire, quindi la sua azione in un clima di verità. Perché ciò che dà più fastidio in questo film, sono le architetture di cartone, le lune che illuminano una vegetazione da serra e un barocchismo generale. Kock ha abbandonato quel suo modo lineare seppure un poco freddo e schematico, che faceva il pregio di Tosca, qui l'insistente impiego di carrelli e movimenti panoramici appesantiscono l'azione. Ma anche se gli errori sono tanti non possiamo disconoscere il serio impegno che Kock porta nel proprio lavoro».